# 24Seven
24Seven is een Britse televisieserie over een groep jongeren die samenleven in een internaat. De serie werd uitgezonden op Ketnet en vtmKzoom.

## Verhaal
De serie speelt zich af in The Oaks, een exclusief internationaal internaat.
Leerlingen wonen er erg dicht op elkaar en leren zo elkaar kennen en samen te leven. Chris, Anya, Jax, Beans, Tally, Bethan, Drew en Staggsy wonen samen in Discovery House. Zij worden de 'Dawson Familie' genoemd.

## Personages
- Anya Vicenze
- Chris Silverstone
- Beans
- Jax
- Tallulah Hunter
- Bethan Davis
- Drew
- Staggsy
- Miles

## Afleveringen
| Titel aflevering         | Eerste uitzenddatum |
| ------------------------ | ------------------- |
| The Welcome Dance        | 01-04-2002          |
| Perfect Parents          | 08-04-2002          |
| It's My Life             | 15-04-2002          |
| Guilty                   | 22-04-2002          |
| The Exeat                | 29-04-2002          |
| The Birthday             | 06-05-2002          |
| A Testing Time           | 13-05-2002          |
| The Show Must Go On      | 20-05-2002          |
| Keeping Mum              | 27-05-2002          |
| The Sit-In               | 03-06-2002          |
| Risky Business           | 10-06-2002          |
| Love and War             | 17-06-2002          |
| The Prize                | 24-06-2002          |
| Love Hurts               | 28-10-2002          |
| Home Truths              | 04-11-2002          |
| Stupid Cupid             | 11-11-2002          |
| Swing Kids               | 18-11-2002          |
| Secrets and Lies         | 25-11-2002          |
| Suspicion                | 02-12-2002          |
| True Lies                | 09-12-2002          |
| The Usual Suspects       | 16-12-2002          |
| Crime and Punishment     | 23-12-2002          |
| To Your Own Self Be True | 30-12-2002          |
| Days of Our Lives        | 07-01-2003          |
| Bad Behavior             | 14-01-2003          |
| Present Tense            | 14-01-2003          |

## Studio 100
Studio 100 kocht in 2008 het Duitse mediabedrijf EM.Entertainment op waardoor het programma nu in handen van Studio 100 is.